# با من بمان دورایمون
با من بمان دورایمون (ژاپنی: ドラえもん) یک فیلم پویانمایی رایانه‌ای سه‌بعدی در ژانر کمدی-درام به کارگردانی مشترک ریوئیچی یاگی و تاکاشی یامازاکی است که توسط توهو و در سال ۲۰۱۴ منتشر شد. این فیلم بر اساس مجموعه مانگای دورایمون اثر فوجیکو فوجیو از انتشارات شوگاکوکان به رشته تحریر درآمده است.
دنبالهٔ این فیلم تحت عنوان با من بمان دورایمون ۲ در تاریخ ۲۰ نوامبر ۲۰۲۰، اکران شد. ریوئیچی یاگی و تاکاشی یامازاکی کارگردانی این فیلم را نیز بر عهده دارند.